# Gulyantsi
Gulyantsi (en búlgaro: Гуля̀нци) es una ciudad de Bulgaria, capital del municipio homónimo en la provincia de Pleven.

## Geografía
Se encuentra a una altitud de 36 m s. n. m. a 185 km de la capital nacional, Sofía.

## Demografía
Según estimación 2012 contaba con una población de 3 378 habitantes.
|         | 2004  | 2005  | 2006  | 2007  | 2008  | 2009  | 2010  | 2011  |
| Mujeres | 1 848 | 1 837 | 1 815 | 1 815 | 1 799 | 1 778 | 1 744 | 1 612 |
| Varones | 1 795 | 1 766 | 1 735 | 1 712 | 1 670 | 1 654 | 1 628 | 1 546 |
| Total   | 3 643 | 3 603 | 3 550 | 3 527 | 3 469 | 3 432 | 3 372 | 3158  |